# Goździeńczyk ametystowy
Goździeńczyk ametystowy (Clavulina amethystina (Bull.) Donk) – gatunek jadalnych grzybów z rodziny kolczakowatych (Hydnaceae).

## Systematyka i nazewnictwo
Pozycja w klasyfikacji według Index Fungorum: Clavulina, Hydnaceae, Cantharellales, Incertae sedis, Agaricomycetes, Agaricomycotina, Basidiomycota, Fungi.
Po raz pierwszy takson ten zdiagnozował w 1780 r. Jean Baptiste Bulliard nadając mu nazwę Clavaria cinerea. Obecną, uznaną przez Index Fungorum nazwę nadał mu w 1888 r. Marinus Anton Donk.
Synonimy:
- Cladaria amethystina (Bull.) Doty 1950
- Clavaria amethystina Bull. 1780
- Ramaria amethystina (Bull.) Gray 1821[2].

Nazwę polską podali Barbara Gumińska i Władysław Wojewoda w 1983 r. W polskim piśmiennictwie mykologicznym gatunek ten opisywany był też jako kozia broda fioletowa (Feliks Berdau 1876), goździeniec fioletowy (Stanisław Chełchowski 1898) i gałęziak liliowaty (J. Teodorowicz 1933).

## Morfologia
Owocnik
O wysokości i szerokości kilku cm, rozgałęziony zwykle umiarkowanie i nieregularnie, czasami oszczędnie lub wcale. Gałązki dość gładkie lub delikatnie chropowate (ale nagie); o barwie ametystowej. Końcówki ubarwione jak boki o ostrych końcach. Podstawa o szerokości do około 3 cm, aksamitna i teksturowana jak gałązki.
Miąższ
W gałązkach kruchy, w podstawie twardszy, bez wyraźnego zapachu i smaku.
Gatunki podobne
Goździeniec fioletowy (Clavaria zollingeri) charakteryzuje się bardziej spiczastymi końcówkami i jest słabiej rozgałęziony. Do pewnego rozróżnienia tych gatunków niezbędne jest mikroskopowe badanie zarodników. W Ameryce Północnej występuje bardzo podobny gatunek Clavulina amethystinoides odróżniający się jaśniejszą barwą. Goździeńczyk ametystowy może być pomylony także z goździeńczykiem popielatym (Clavulina cinerea).

## Występowanie i siedlisko
Notowany jest w Ameryce Północnej, Środkowej i Południowej, Europie, Azji i Australii. W Polsce do 2003 r. podano kilkanaście stanowisk, niektóre dawne. Według W. Wojewody prawdopodobnie jest rzadki i zagrożony wyginięciem.
Naziemny grzyb saprotroficzny. Występuje wśród mchów i traw w lasach, zaroślach i na polanach. W Polsce notowany od sierpnia do września.